# Unciaal 0118
Unciaal 0118 (Gregory-Aland), ε 62 (von Soden), is een van de Bijbelse handschriften in de Griekse taal. Het dateert uit de 8e eeuw en is geschreven met uncialen op perkament.

## Beschrijving
Het bevat de tekst van het
Evangelie volgens Matteüs (11,27-28). De gehele codex bestaat uit 1 blad (11 × 10 cm) en werd geschreven in een kolom per pagina, 10 regels per pagina.
Kurt Aland de Griekse tekst van de codex niet plaats hem in een categorie.

## Tekst
ΟΥΔΕ]ΤΟΝ[ΠΡ]Α

ΤΙΣΕΠΙΓΙΝΩΣ

ΚΕΙ.ΕΙΜΗΟΥΣ

ΚΑΙΩΕΑΝΒΟΥ

ΛΗΤΑΙΟΥΣΑ

ΠΟΚΑΛΥ[Ψ]ΑΙ.

ΔΕΥΤΕΠΡΟΣΜΕ

ΠΑΝΤΕΣΟΙΚΟ

ΠΙΩΝΤΕΣΚΑΙ

ΠΕΦΟΡΤΙΣΜΕ

## Geschiedenis
Het handschrift werd ontdekt door J. Rendel Harris op de Sinaï.
Het handschrift bevindt zich in de Katharinaklooster (Harris 6), in Sinaï.